# SK Sigma Olomouc
Az SK Sigma Olomouc egy cseh labdarúgócsapat Olomoucban.

## Története

### Korábbi nevei
- 1919 - FK Hejčín Olomouc (Fotbalový klub Hejčín Olomouc)
- 1920 - SK Hejčín Olomouc (Sportovní klub Hejčín Olomouc)
- 1947 – Hejčínský SK Banské a Hutní Olomouc (Hejčínský Sportovní klub Banské a Hutní Olomouc)
- 1948 – ZSJ BH Olomouc (Základní sportovní jednota Banské a Hutní Olomouc)
- 1949 – Sokol MŽ Olomouc (Sokol Moravské železárny Olomouc)
- 1952 – Sokol Hanácké železárny Olomouc
- 1953 – DSO Baník MŹ Olomouc (Dobrovolná sportovní organizace Baník Moravské železárny Olomouc)
- 1955 – TJ Spartak MŽ Olomouc (Tělovýchovná jednota Spartak Moravské železárny Olomouc)
- 1960 – TJ MŽ Olomouc (Tělovýchovná jednota Moravské železárny Olomouc)
- 1966 – TJ Sigma MŽ Olomouc (Tělovýchovná jednota Sigma Moravské železárny Olomouc)
- 1979 – TJ Sigma ZTS Olomouc (Tělovýchovná jednota Sigma ZTS Olomouc)
- 1990 – SK Sigma MŽ Olomouc (Sportovní klub Sigma Moravské železárny Olomouc, a.s.)
- 1996 – SK Sigma Olomouc (Sportovní klub Sigma Olomouc, a.s.)

## Nemzetközi eredményei

### Összesítve
| Kupa           | J  | Gy | D  | V  | Rg | Kg |
| -------------- | -- | -- | -- | -- | -- | -- |
| UEFA-kupa      | 34 | 15 | 7  | 12 | 52 | 47 |
| Intertotó-kupa | 16 | 6  | 6  | 4  | 23 | 16 |
| Összesítve     | 50 | 21 | 13 | 16 | 75 | 63 |

### Szezonális bontásban
| Szezon    | Kupa           | Forduló               | Ellenfél              | Eredmény | Eredmény              |
| Szezon    | Kupa           | Forduló               | Ellenfél              | 1. m.    | 2. m.                 |
| --------- | -------------- | --------------------- | --------------------- | -------- | --------------------- |
| 1986–1987 | UEFA-kupa      | 1. forduló            | Göteborg              | 1–1 (h)  | 0–4 (i)               |
| 1991–1992 | UEFA-kupa      | 1. forduló            | Bangor                | 3–0 (i)  | 3–0 (h)               |
| 1991–1992 | UEFA-kupa      | 2. forduló            | Torpedo Moszkva       | 2-0 (h)  | 0–0 (i)               |
| 1991–1992 | UEFA-kupa      | 3. forduló            | Hamburg               | 2-1 (i)  | 4–1 (h)               |
| 1991–1992 | UEFA-kupa      | Negyeddöntő           | Real Madrid           | 1-1 (h)  | 0–1 (i)               |
| 1992–1993 | UEFA-kupa      | 1. forduló            | Universitatea Craiova | 1–0 (h)  | 2–1 (i)               |
| 1992–1993 | UEFA-kupa      | 2. forduló            | Fenerbahçe            | 0–1 (i)  | 7–1 (h)               |
| 1992–1993 | UEFA-kupa      | 3. forduló            | Juventus              | 1–2 (h)  | 0–5 (i)               |
| 1996–1997 | UEFA-kupa      | Selejtező kör         | Hutnik Kraków         | 1–0 (h)  | 1–3 (i)               |
| 1998–1999 | UEFA-kupa      | Selejtezőkör          | Kilmarnock            | 2–0 (h)  | 2–0 (i)               |
| 1998–1999 | UEFA-kupa      | 1. forduló            | Olympique Marseille   | 2–2 (h)  | 0–4 (i)               |
| 1999–2000 | UEFA-kupa      | Selejtezőkör          | Sheriff Tiraspol      | 1–1 (i)  | 0–0 (h)               |
| 1999–2000 | UEFA-kupa      | 1. forduló            | Mallorca              | 1–3 (h)  | 0–0 (i)               |
| 2002–2003 | UEFA-kupa      | Selejtező kör         | Szarajevó             | 2–1 (h)  | 1–2 (i) Büntetők: 3-5 |
| 2004–2005 | UEFA-kupa      | Második selejtezőkör  | Nistru Otaci          | 2–1 (i)  | 4–0 (h)               |
| 2004–2005 | UEFA-kupa      | 1. forduló            | Real Zaragoza         | 0–1 (i)  | 2–3 (h)               |
| 2005–06   | Intertotó-kupa | 2. forduló            | Pogoń Szczecin        | 1–0 (h)  | 0–0 (i)               |
|           |                | 3. forduló            | Borussia Dortmund     | 1–1 (i)  | 0–0 (h)               |
|           |                | Elődöntő              | Hamburger SV          | 0–1 (h)  | 0–3 (i)               |
| 2009–10   | Európa-liga    | Második selejtezőkör  | Fram                  | 1–1 (h)  | 2–0 (i)               |
|           |                | Harmadik selejtezőkör | Aberdeen              | 5–1 (i)  | 3–0 (h)               |
|           |                | Rájátszás             | Everton               | 0–4 (i)  | 1–1 (h)               |

Megjegyzések
- i = idegenbeli mérkőzés

## Játékosok
2017. március 27.
| #  |     | Poszt | Név              |
| -- | --- | ----- | ---------------- |
| 1  | CZE | K     | Michal Reichl    |
| 2  | CZE | V     | Václav Jemelka   |
| 4  | CZE | KP    | Jakub Habusta    |
| 6  | CZE | KP    | Jakub Plšek      |
| 7  | CZE | KP    | Lukáš Buchvaldek |
| 8  | CZE | KP    | David Houska     |
| 9  | CZE | CS    | Jakub Yunis      |
| 11 | COD | CS    | Budge Manzia     |
| 12 | CZE | V     | Jan Štěrba       |
| 13 | CZE | V     | Martin Šindelář  |
| 15 | CZE | CS    | Tomáš Chorý      |
| 16 | CZE | CS    | Václav Vašíček   |

| #  |     | Poszt | Név                                              |
| -- | --- | ----- | ------------------------------------------------ |
| 20 | CZE | KP    | Šimon Falta                                      |
| 21 | CZE | V     | Michal Vepřek                                    |
| 22 | CZE | CS    | Jakub Petr                                       |
| 23 | CZE | KP    | Tomáš Zahradníček                                |
| 24 | GHA | CS    | Emmanuel Antwi                                   |
| 25 | CZE | V     | Martin Hála                                      |
| 26 | SRB | V     | Uroš Radaković (kölcsönben a Bologna csapatától) |
| 27 | CZE | KP    | Martin Sladký                                    |
| 28 | CZE | V     | Aleš Škerle                                      |
| 30 | CZE | K     | Miloš Buchta                                     |
| 35 | CZE | K     | Štěpán Spurný                                    |

## Sikerei
- Cseh másodosztály
  - Bajnok (2): 2014–15, 2016–17
- Cseh kupa
  - Győztes  (2): 2012, 2025
- Cseh szuperkupa
  - Győztes  (1): 2012
- UEFA Intertotó-kupa
  - Döntős  (1): 2000

## Fordítás
- Ez a szócikk részben vagy egészben  a   SK Sigma Olomouc című angol Wikipédia-szócikk ezen változatának fordításán alapul.  Az eredeti cikk szerkesztőit annak laptörténete sorolja fel. Ez a jelzés csupán a megfogalmazás eredetét és a szerzői jogokat jelzi, nem szolgál a cikkben szereplő információk forrásmegjelöléseként.